# Area naturale protetta di interesse locale Serpentine di Pieve Santo Stefano
L'area naturale protetta di interesse locale Serpentine di Pieve Santo Stefano è un'area naturale protetta della regione Toscana istituita nel 1998.
Occupa una superficie di 58 ha nella provincia di Arezzo.